# Georges Fenech
Pour les articles homonymes, voir Fenech.
Ne doit pas être confondu avec Roger Fenech.
Georges Fenech, né le 26 octobre 1954 à Sousse (Tunisie), est un magistrat et homme politique français, membre du RPR, de l'UMP puis des Républicains.
Magistrat en Rhône-Alpes puis à Bobigny, il préside l'Association professionnelle des magistrats (APM) de 1996 à 1998 et dirige la Miviludes de 2008 à 2012. Il est député de la 11e circonscription du Rhône de 2002 à 2008 sous les couleurs de l'UMP et est réélu en 2012. Depuis 2017, il est consultant pour la chaîne télévisée CNews.

## Biographie

### Enfance et jeunesse
Son père, Fortuné Fenech, d'origine maltaise, gérait avec son frère Édouard une exploitation agricole de 300 hectares d'oliviers dans la région de Mahdia en Tunisie. Georges naît à Sousse le 26 octobre 1954.
En 1963, la famille est rapatriée en France et elle achète à Givors un bar-restaurant. Son père devient par la suite ouvrier aux Câbles de Lyon à Gerland (Lyon). Sa mère, Marie-Anne Stalio (1935-2010), était une Italienne de Tunis. Elle a été chanteuse à Lyon. Georges a deux sœurs et une demi-sœur. Il est exempté de service national comme soutien de famille.

### Vie privée
Georges Fenech a trois enfants de sa première femme, puis un quatrième avec sa deuxième femme Christine Goguet, de qui il divorce en 2011.[réf. nécessaire]
Il a été brièvement le compagnon de la personnalité mondaine et télévisuelle Hermine de Clermont-Tonnerre, morte accidentellement en juillet 2020.
Il est le cousin de Roger Fenech.

### Magistrat
Georges Fenech étudie aux lycées Ponsard à Vienne et Parc Chabrières à Oullins.
Il obtient une maîtrise de droit à la faculté de droit de Lyon (université Jean-Moulin), puis est admis à l'École nationale de la magistrature (ENM) en janvier 1978.
Son premier poste est au parquet du TGI de Vienne (Isère) à partir de 1980, puis à Pointe-à-Pitre de 1982 à 1984. Il est nommé juge d'instruction à Lyon en 1984, avant d'être élevé au grade de premier juge d'instruction en 1994 toujours à Lyon. En 1992, Georges Fenech rend une ordonnance de non-lieu dans le cadre de l'assassinat du juge François Renaud. Il instruit des affaires sensibles comme le financement illégal de la Fédération socialiste du Rhône à l'origine de la loi d'amnistie de 1988. Il instruit également le premier grand procès impliquant la scientologie à Lyon en 1994. Cette enquête aboutit à un procès en 1996, au terme duquel plusieurs de ses dirigeants ont fait l'objet de condamnations. Il se spécialise dans la lutte contre le trafic de stupéfiants et la délinquance des mineurs, et également dans les dossiers d'accidents médicaux.
Après avoir été brièvement procureur adjoint au TGI de Bourg-en-Bresse de 1994 à 1995, Fenech est ensuite nommé substitut général près la cour d'appel de Lyon, où il est chargé jusqu'en 2001 des affaires criminelles devant la cour d'assises. Il est nommé vice-procureur près le TGI de Bobigny en 2002 quelques jours avant d'être élu député du Rhône. Il quitte la magistrature de 2002 à 2008, pour se consacrer à son mandat de député, date à laquelle son élection à la députation est invalidée par le Conseil constitutionnel qui le condamne à une peine d'un an d'inéligibilité. Il est alors réintégré à sa demande en qualité de président de la Mission interministérielle de vigilance et de lutte contre les dérives sectaires. Réélu député en 2012, il quitte la mission interministérielle et son état de magistrat.

### Activité syndicale
Georges Fenech a été président de l'Association professionnelle des magistrats (APM) de 1996 à 1998, syndicat de magistrats classé à l'extrême droite. En 1998, il démissionne de l'APM à la suite de propos injurieux et antisémites envers leur collègue Albert Levy tenus par l'ancien président du syndicat Alain Terrail dans la revue de l'APM dont Georges Fenech est le responsable.
Poursuivi à ce titre devant le tribunal correctionnel, Georges Fenech est reconnu responsable en sa qualité de directeur de la revue le 10 novembre 2000, mais dispensé de peine. À la suite de cette démission, il crée un nouveau syndicat, le Syndicat indépendant des magistrats.
En marge de l'affaire des ventes d'armes à l'Angola, il est également mis en examen le 10 juillet 2001 pour recel d'abus de biens sociaux, à la suite du versement en 1997 à l'APM de 100 000 francs (15 000 €) par la société Brenco. Il est relaxé le 27 octobre 2009.

### Activités d'enseignement
De 1985 à 1994, Georges Fenech a également été maître de conférences à l'Institut d'études judiciaires de la faculté de droit Jean-Moulin à Lyon et à l'institut d'administration des entreprises (IAE), ainsi qu'au centre de formation professionnelle des avocats à Lyon et à la faculté de médecine de Lyon (cours de médecine légale).

### Député du Rhône (2002-2008)
Georges Fenech est élu député le 16 juin 2002 dans la 11e circonscription du Rhône sous les couleurs de l'UMP, parti au sein duquel il exerce des fonctions de conseiller politique.
Georges Fenech participe à partir de décembre 2005 à la commission d'enquête parlementaire concernant l'affaire d'Outreau. Il préside en 2006 la Commission d'enquête sur les sectes et les mineurs dont le rapport public, remis le 19 décembre 2006, préconise 50 propositions afin de protéger « l'enfance en danger ». En 2005, Georges Fenech est chargé par le Premier ministre Jean-Pierre Raffarin d'une mission d'étude sur le bracelet électronique mobile afin de renforcer la lutte contre la récidive. À son initiative est créé à l'Assemblée nationale le groupe d'études sur les sans-abri, dont il prend la présidence. Il est nommé rapporteur pour avis de la loi sur le droit au logement opposable.
Au cours de son mandat, Georges Fenech est membre de la commission des Lois constitutionnelles, de la Législation et de l'Administration générale de la République, juge suppléant de la cour de Justice de la République, secrétaire de l'Assemblée parlementaire de la francophonie et membre du groupe d'études sur la question du Tibet.
Georges Fenech est réélu député le 16 juin 2007 dans sa circonscription du Rhône. Il est alors désigné rapporteur auprès de la ministre de la Justice, Rachida Dati, de la loi sur la rétention de sûreté, qui autorise à maintenir les grands criminels dans des établissements médico-socio-judiciaires tant qu'ils sont estimés toujours dangereux, bien qu'ayant purgé leur peine.

#### Invalidation de son élection de 2007 par le Conseil constitutionnel
En mars 2008, son élection de juin 2007 est invalidée et il est sanctionné d'un an d'inéligibilité par le Conseil constitutionnel, en raison d'infractions au droit électoral liées à ses comptes de campagne. En effet, une dépense de 6 261 €, soit 8,17 % des dépenses engagées et 7,60 % du plafond légal, avait été payée directement par une militante UMP, en lieu et place de son mandataire financier.
Le Conseil constitutionnel a toutefois précisé, aux termes d'un communiqué de presse du 27 mars 2008, que ces dépenses de campagne avaient bien été déclarées dans le compte de campagne de Georges Fenech, puisque si elles n'avaient pas été réglées directement par le mandataire financier, elles avaient néanmoins été ensuite remboursées par lui. Le Conseil constitutionnel ajoutait qu'il n'y avait donc pas d'atteinte à la sincérité de son compte, mais que cette irrégularité formelle emporte automatiquement l'inéligibilité en application des termes des articles L. 52-4 et L.O. 136-1 du code électoral.
S’estimant victime d’une procédure discriminante, Georges Fenech en appelle au président de la République Nicolas Sarkozy et au président de l'Assemblée nationale Bernard Accoyer, dénonçant « une intolérable atteinte au suffrage universel », mais en vain, les décisions du Conseil constitutionnel n'étant susceptibles d'aucun recours, conformément au 3e alinéa de l'article 62 de la Constitution.
À la suite de cette invalidation, le Parlement a modifié la loi sur le financement des partis politiques pour retenir la notion de « bonne foi », afin d'éviter les sanctions automatiques sans prise en compte de l'honnêteté et de la sincérité des candidats.

### Président de la Miviludes
Le 28 août 2008, Georges Fenech est réintégré dans la magistrature. Il est nommé premier substitut auprès de l'administration centrale du ministère de la Justice. Il y est mis à la disposition des services du Premier ministre François Fillon, qui lui a confié une mission d'évaluation des dispositifs judiciaires de lutte contre les sectes.
Le 23 septembre 2008, Georges Fenech est nommé président de la Mission interministérielle de vigilance et de lutte contre les dérives sectaires (Miviludes) par décret du président de la République Nicolas Sarkozy. Il est considéré comme un partisan de la « ligne dure » de la lutte anti-sectes dans la continuité de ses prédécesseurs Jean-Michel Roulet et Alain Vivien, ancien secrétaire d'État aux Affaires étrangères de François Mitterrand. Il est reconduit à ce poste en septembre 2011 puis est remplacé par Serge Blisko en 2012.
Sous sa présidence, cette mission interministérielle crée la Cellule d’assistance et d’intervention en matière de dérives sectaires (CAIMADES) et accroît ses actions en direction des mineurs et du monde professionnel. En qualité de président, il est condamné à 1 000 € d'amende avec sursis le 7 juin 2012 par la 17e chambre du tribunal correctionnel de Paris pour diffamation contre l'association « Tradition Famille Propriété », visée comme organisme à caractère sectaire dans le rapport d'activités annuel de la Miviludes. La cour d'appel de Paris déboute l'association TFP le 26 juin 2013. Mais la Cour de cassation a cassé cet arrêt le 16 septembre 2014 et renvoyé l'affaire devant la même cour d'appel autrement composée.
Le 18 novembre 2018, la Cour d'appel de Caen condamne Georges Fenech pour atteinte à la présomption d'innocence à l'encontre d'une association de l'Église de Scientologie. Ses propos avaient été, selon la cour d'appel, exposés sans réserve ni précaution quant à la matérialité des faits et la source de ses informations, alors qu'il avait évoqué une affaire judiciaire en cours.
En avril 2021, il accepte l'invitation qui lui est faite par Marlène Schiappa de faire partie du nouveau conseil d'orientation de la Miviludes.

### Député du Rhône (2012-2017)
En juin 2012, il est de nouveau élu député de la 11e circonscription du Rhône avec 65,02 % des voix, loin devant le député sortant Raymond Durand qui était son suppléant en 2007,.
Georges Fenech est à nouveau membre de la commission des lois. Il est nommé président du Groupe d'étude sur les sectes à l'Assemblée nationale, membre de l'Observatoire national de la délinquance et des réponses pénales et de la commission d'enquête sur le rôle des renseignements français dans l'affaire Mohammed Merah. Il est également vice-président des groupes d'amitié avec Malte et l'Arabie saoudite.
Le 9 février 2013, il se déclare candidat à la primaire UMP pour la mairie de Lyon en vue des élections municipales de 2014. Il se qualifie pour le second tour et bénéficie du ralliement des candidats éliminés au premier tour, l'ancienne secrétaire d'État Nora Berra et l'ancien député Emmanuel Hamelin, ainsi que le soutien de l'ancien maire de Lyon Michel Noir, qui considèrent Georges Fenech comme le meilleur candidat pour battre le maire socialiste de Lyon, Gérard Collomb. Néanmoins, c'est le chef de l'opposition municipale Michel Havard qui sort victorieux du scrutin au second tour en devenant le candidat de l'UMP pour les municipales à Lyon.
Le 10 juin 2013, il lance le mouvement politique Force d'Avenir afin de rassembler toutes les personnes qui l'ont soutenu durant la campagne des primaires et de soutenir Michel Havard.
En mars 2014, il publie un livre, Lettre ouverte à Christiane Taubira, critiquant le projet de réforme pénale de la garde des Sceaux. Le 30 mars, il est élu conseiller municipal de Lyon dans le 6e arrondissement.
Le 10 septembre 2014, il prête serment pour devenir avocat, avant de rejoindre le cabinet de Gilles-William Goldnadel.
Le 9 décembre 2014, Nicolas Sarkozy, élu président de l'UMP, le nomme secrétaire national de l'UMP chargé de la justice.
Il soutient Nicolas Sarkozy pour la primaire présidentielle des Républicains de 2016. Dans le cadre de sa campagne, il est nommé orateur national chargé de la justice.
En février 2016, Georges Fenech est désigné pour présider la commission d'enquête parlementaire sur les attentats de Paris. Dans son rapport publié en juillet 2016, il prône notamment une refonte de ses services de renseignement, avec la création d'une agence nationale de lutte antiterroriste, rattachée au Premier ministre,.
Dans le cadre de l'affaire Fillon, Georges Fenech est le premier à estimer que « le résultat de la primaire est caduc » et que « la situation est très compromise à droite », 80 jours avant l'élection présidentielle de 2017. Le 1er février 2017, il appelle son camp à changer de candidat,,,. Le 2 mars, il appelle à parrainer Alain Juppé, et le 14 mars, il parraine finalement François Fillon. Pour le second tour de l'élection présidentielle entre Marine Le Pen et Emmanuel Macron, il refuse le « front républicain ».
Il est candidat à sa réélection lors des élections législatives de 2017, mais est battu par le candidat LREM Jean-Luc Fugit, réalisant un score de 45,29 % au second tour. Il rejoint alors comme consultant le cabinet PIMAN, société dont l’épouse de son adversaire Jean-Luc Fugit est l’une des dirigeantes, et qui intervient régulièrement à l’Assemblée nationale.

### Consultant TV
À la rentrée 2017, il devient consultant pour la chaine CNews sur les questions liées au terrorisme, puis sur toutes les questions concernant la sécurité en général.

## Publications
- Main basse sur la justice : Les années noires, de Mitterrand à aujourd'hui, Paris, Jean-Claude Lattès, 1997
- Avec Philippe Petit, La moralisation des marchés publics, Paris, PUF, 1998
- Une idée certaine de la France, Paris, France-Empire, 1998 (interview)
- Face aux sectes : politique, justice, État, Paris, PUF, 1999
- Tolérance Zéro. En finir avec la criminalité et les violences urbaines, Paris, Grasset, 2001
- L'insécurité, Éditions des Syrtes, 2002
- Un juge en colère. En finir avec le juge d'instruction, Éditions du Félin, 2005
- Presse-justice : liaisons dangereuses, Paris, L'Archipel, 2007
- La justice face aux dérives sectaires 2008 ;
- Criminels récidivistes : peut-on les laisser sortir ?, Paris, Éditions de l'Archipel, 2009
- Apocalypse : menaces imminentes ?, Paris, Calmann-Lévy, 2012
- Avec Alexandre Malafaye, Propagande noire, Éditions Kero, 2013
- Lettre ouverte à Christiane Taubira, First Document, 2014
- Qui imagine le général de Gaulle mis en examen ?, First Document, 2017
- Bataclan - L'enquête vérité: Par le président de la commission d enquête parlementaire sur les attentats de Paris, éditions Uppr, 2017
- Gare aux gourous : Santé, bien-être, Paris-Monaco, Éditions du Rocher, 2020 (ISBN 2268103609).
- Le Procès - Bataclan, Paris, Stade de France, Paris-Monaco, Éditions du Rocher, 2021
- L'ensauvagement de la France : la responsabilité des juges et des politiques, Paris-Monaco, Éditions du Rocher, 224 p., 2023  (ISBN 978-2-2681-0940-4)
- Hermine, Guy Trédaniel, 2025, 277 p.